# Graham Preskett
Graham Donald Harry Preskett (Romford, 26 december 1948) is een Brits muzikant, songwriter en arrangeur.
Preskett is een multi-instrumentalist en arrangeerde liedjes voor vele artiesten. Hij heeft samengewerkt met artiesten als Cher, Paul McCartney, Tom Jones, Jon Bon Jovi, Deep Purple, John Williams en Hans Zimmer. Ook speelde hij als musicus op producties voor films, televisie en reclame, waaronder mondharmonica bij de film Thelma & Louise, mandoline bij de film Captain Corelli's Mandolin en accordeon bij de film Le Petit Prince.
Preskett was in 2009 en 2015-2019 lid van de progressieve folkrockband Gryphon.

## Discografie

### Albums
- Prestige Line (1974) met Nick Ingman
- Hi-Fly (1975)
- Illusions (1975)
- American Heritage (1975)
- Country Thing (1975)
- Sunburst (1981)
- Middle of the Road (1982)
- Classic Manoeuvres (1983)
- Making the Grade (1984)
- American Journey Part One (1985)
- American Journey Part Two (1985)
- Fashion (1986)
- Personal Glimpses (1988)
- Freewheelin' (1990)
- The Blues Album (1992) met Ray Russell, Mo Foster en Steve Donnelly
- The Corporate Edge (1994) met Ray Russell, Catherine Bott, Simon Chamberlain en Martin Price
- Real Music 1 (1994) met Simon Chamberlain en Martin Price
- Something to Talk About (Original Motion Picture Score) (1995) met Hans Zimmer
- The String Quartet Album (1996) met Simon Chamberlain en Greg Knowles
- Entertainment 61 - Prime Time (1998) met Simon Stirling
- Seasons - Spring / Summer (1998)
- My Story Begins (2000)

### Films
- Something to Talk About (1995) met Hans Zimmer

Additioneel muziek (selectie)
- Twister (1989)
- Rosencrantz & Guildenstern Are Dead (1990)
- Muppet Treasure Island (1996)
- Tomorrow Never Dies (1997)
- Flushed Away (2006)

- MusicBrainz: 02b8843e-88fe-48d0-9765-aefe472cc1f5